# Olimpijski Kompleks Sportowy w Göygöl
Olimpijski Kompleks Sportowy w Göygöl (azer. Göygöl Olimpiya İdman Kompleksi) – kompleks sportowy w mieście Göygöl niedaleko Gandży, w Azerbejdżanie. Na kompleks składa się główny budynek (mieszczący główną halę sportową, a także basen, sale sportów walki i inne pomieszczenia), stadion, mniejsze boiska i budynki z pomieszczeniami hotelowymi. Kompleks został oddany do użytku 21 stycznia 2014 roku.
Główny budynek kompleksu składa się z trzech segmentów. W segmencie A znajdują się sale do uprawiania sportów walki, w segmencie B 25-metrowy basen, a w segmencie C główna hala sportowa z trybunami dla 780 widzów. W budynku znajdują się także inne pomieszczenia, m.in. szatnie, sauny, czy pokoje hotelowe. Poza głównym budynkiem na terenie kompleksu znajdują się mniejsze budynki oferujące pokoje hotelowe, pełnowymiarowe boisko piłkarskie z 6-torową, 100-metrową bieżnią i zadaszoną trybuną na 1300 widzów oraz mniejsze boiska do piłki nożnej i siatkówki.
Budowa kompleksu rozpoczęła się pod koniec 2010 roku, a jego otwarcie z udziałem prezydenta Azerbejdżanu, İlhama Əliyeva, miało miejsce 21 stycznia 2014 roku. W 2017 roku obiekt był jedną z aren kobiecych mistrzostw Europy w siatkówce. W głównej hali kompleksu rozegrano część spotkań fazy grupowej tego turnieju (wszystkie mecze grupy D – łącznie sześć spotkań). Przed turniejem w głównej hali dostawiono tymczasowe trybuny, które zwiększyły jej pojemność do 2100 widzów.